# Лядовичі
Лядовичі (біл. Лядавічы) — село в Білорусі, в Іванівському районі Берестейської області. Орган місцевого самоврядування — Опільська сільська рада.

## Географія
Розташоване за 31 км від залізничної станції Янів-Поліський.

## Історія
У 1921 році село входило до складу гміни Бездіж Дорогичинський повіту Поліського воєводства Польської Республіки.
У 1941—1944 роках німці спалили в селі 200 дворів і розстріляли 32 мешканці.

## Населення
За переписом населення Білорусі 2009 року чисельність населення села становило 443 особи.
Станом на 10 вересня 1921 року в селі налічувалося 183 будинки та 952 мешканці, з них:
- 419 чоловіків та 533 жінки;
- 870 православних, 7 римо-католиків, 75 юдеїв;
- 863 українці (русини), 75 євреїв, 8 поляків, 3 «тутейші», 3 білоруси.